# Néonicotinoïde

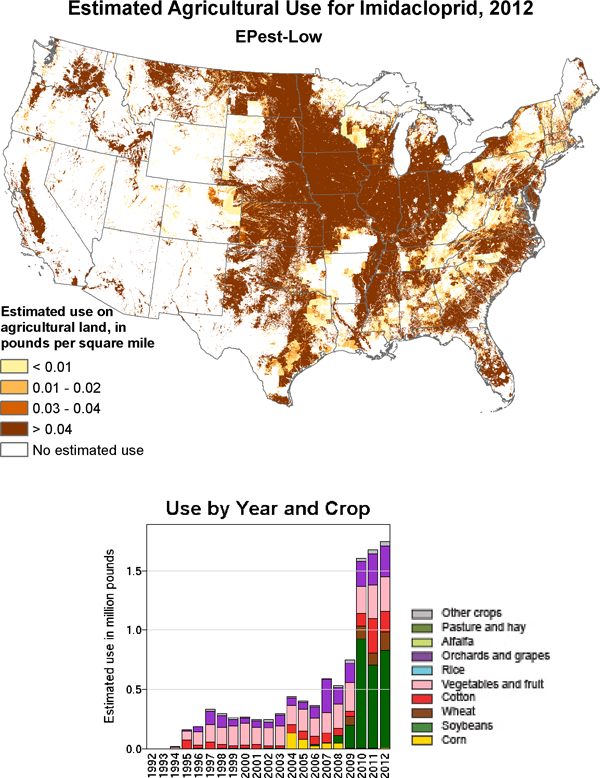
Carte des territoires des États-Unis où l'imidaclopride (l'un des principaux néonicotinoïdes) était utilisé (en 2012). Le graphique montre l'augmentation très rapide des volumes utilisés, et (en couleur) les types de culture concernés à partir de 1994, en moins de vingt ans.

Les néonicotinoïdes (NNI) sont une classe d'insecticides agissant sur le système nerveux central des insectes. Ces substances sont utilisées principalement en agriculture pour la protection des plantes (produits phytosanitaires) et par les particuliers ou les entreprises pour lutter contre les insectes nuisibles à la santé humaine et animale (produits biocides).
Ils comprennent actuellement une petite dizaine de molécules, souvent des dérivés du soufre ou du chlore ciblant dans le cerveau les récepteurs nicotiniques de l'acétylcholine.
Leur utilisation correspond à l'apparition de l'effet pare-brise. Leur faible biodégradabilité, leur effet toxique persistant et leur diffusion dans la nature (migration dans le sol et les nappes phréatiques) commencent au bout de vingt ans à poser d'importants problèmes d'atteinte à des espèces vivantes qui n'étaient pas ciblées : insectes (abeilles, papillons…), prédateurs d'insectes (oiseaux, souris, taupes, mulots, chauve-souris) et agents fertilisants des sols (vers de terre).
De nombreux apiculteurs mettent en cause ces molécules pour expliquer le syndrome d'effondrement des colonies d'abeilles. La Commission européenne a suspendu trois néonicotinoïdes en 2013 sur la base des travaux de l'Autorité européenne de sécurité des aliments (AESA). Plusieurs études scientifiques ont mis en évidence la toxicité de ces insecticides sur les abeilles et bourdons, en laboratoire et lors de tests en conditions contrôlées. Ces observations sont difficiles à confirmer par les travaux de terrain,,, ce qui alimente une discussion scientifique. En 2018, il est généralement considéré que « l'exposition chronique à ces insecticides largement utilisés affecte les abeilles et de nombreux autres invertébrés » et en février, l'AESA a confirmé la toxicité de l'imidaclopride, du clothianidine et du thiaméthoxame pour les abeilles domestiques et sauvages.

## Histoire
La nicotine est un puissant insecticide employé dès les années 1690 par l'agronome français Jean-Baptiste de La Quintinie qui l'utilise en infusion et observe ses propriétés biocides sur ses cultures fruitières et horticoles. Les feuilles de tabac séchées, placées dans les armoires à linge, ont également été longtemps utilisées comme anti-mites. L'usage industriel de la nicotine comme insecticide se développe dans l'entre-deux-guerres qui voit l'industrie agrochimique produire de la nicotine ou du sulfate de nicotine à partir de déchets en poudres venant de la fabrication des cigarettes.
Dans les années 1980, des géants mondiaux de l'agrochimie (Bayer, BASF), mettent au point des néonicotinoïdes, insecticides neurotoxiques plus efficaces en raison de leur traitement systémique et leur meilleure stabilité moléculaire que la nicotine.
Cette classe de biocide connaît un développement très rapide dans les années 1990, remplaçant la nicotine dont la production atteignait plus de 2 500 tonnes après la Seconde Guerre mondiale. Il n'existe pas d'autres exemples de pesticide ayant connu un tel succès et une telle croissance d'utilisation dans le monde entier en si peu de temps.
Le premier néonicotinoïde (imidaclopride) a été découvert en 1985 par Shinzo Kagabu (Bayer CropScience, Japon) et mis sur le marché en 1991.
Des études scientifiques ont justifié l'interdiction de certains néonicotinoïdes (dans certains pays dont en France avec l'imidaclopride sur le tournesol depuis 1999 et sur le maïs depuis 2004), mais ils sont encore très utilisés dans le monde : un tiers des insecticides vendus dans le monde sont des néonicotinoïdes.

## Utilisations
Les néonicotinoïdes sont les insecticides les plus utilisés dans le monde pour la protection contre les insectes parasites des cultures et des animaux, aussi bien d'élevages industriels (volailles, ovins) que domestiques (colliers insecticides pour chiens et chats). Ils ont pris la place de plusieurs autres insecticides, notamment le DDT, et divers autres organochlorés et organophosphorés. Au niveau mondial, en 2015, les néonicotinoïdes représentent un quart (en volume) des ventes totales d'insecticides. Ces tonnages sont destinés principalement aux cultures de maïs.
Dans le domaine des cultures, les néonicotinoïdes sont utilisés de façon classique par épandage sur le sol ou pulvérisation sur la végétation (cultures, arbres fruitiers), par injection dans les plants[réf. nécessaire], ainsi que par l'enrobage des semences. Au niveau mondial, on estimait qu'en 2011, 60 % de toutes les applications de néonicotinoïdes étaient des traitements de semences ou de sols.
Ils présentent plusieurs caractéristiques pouvant être vues comme des avantages ou des inconvénients : leur très haute toxicité pour les insectes (efficacité / dangerosité) et leur très haute concentration (quelques grammes de produits suffisent à traiter un hectare de culture) ; leurs propriétés systémiques qui les rendent présents dans tous les compartiments de la plante traitée (protection globale / contamination globale) ; leur propriété très hydrophile qui leur permet de diffuser facilement dans toute la plante et les eaux ; enfin, leur longue persistance dans les divers compartiments de l'environnement (protection longue / contamination longue).
Cette faible biodégradabilité provoque la diffusion de cette molécule dans les sols et dans tout l'écosystème où elle finit par atteindre des populations d'êtres vivants qui n'étaient pas ciblées, et à se concentrer dans certains éléments du réseau trophique (chaîne alimentaire), en particulier chez les insectes butineurs et leurs prédateurs.
Les semences enrobées d'insecticide et qui ne sont pas bien enfouies sont consommées par les oiseaux et les tuent par empoisonnement (perdrix par exemple) ou diminuent leurs capacités migratoires, ce qui peut les condamner également,.

L'enveloppe ou les restes des graines enrobées mieux enfouies sont progressivement en partie « lavées » par le ruissellement, et les molécules peuvent alors migrer dans le sol où elles tuent la faune d'insectes et d'organismes agronomiquement utiles (comme les vers de terre), en pouvant ensuite parfois atteindre des sources, cours d'eau, zones humides ou nappes phréatiques. On a montré (2003) que seuls 2 à 20 % des néonicotinoïdes de l'enrobage est absorbé par la graine et la plante qu'elle produira,, la quantité de néonicotinoïdes ensuite présente dans les feuilles ou le pollen pouvant varier selon de nombreux facteurs.

Depuis 2012, des néonicotinoïdes sont aussi retrouvés par les chercheurs à l'intérieur de fleurs sauvages adjacentes aux zones agricoles traitées,. Ceci confirme leur aptitude à migrer dans le sol et à contaminer des plantes distantes et appartenant à d'autres espèces, susceptibles elles-mêmes d'être pollinisées ou mangées par des espèces non cibles.

### Mode d'action
Ces pesticides ont un mode d'action commun : ils affectent le système nerveux central des insectes en ciblant dans le cerveau les récepteurs nicotiniques de l’acétylcholine, provoquant la paralysie et la mort.

## Apparition de résistance chez les ravageurs
Quand elle est utilisée via l'enrobage de semences, cette catégorie de pesticides viole les recommandations-clés faites pour limiter les risques d'apparition de résistances chez les espèces cibles.
- Le moment maximal théorique de la protection des semences est ici le tout début de la saison de croissance (printemps pour la plupart des espèces cultivées). Ce moment ne peut pas être celui de la pression des ravageurs (souvent plus élevée en été). Ce type d'usage peut générer des résistances, d'autant plus qu'il est généralisé.
- Une étude sur la clothianidine[20] a conclu que si cet insecticide peut théoriquement fournir une protection contre les ravageurs en début de saison, sa translocation dans le maïs est en réalité faible (< 2 %), ce qui laisse penser que seul un faible pourcentage de la semence est « disponible pour l'activité insecticide ».
- Le principe des néonicotinoïdes en enrobage est d'être principalement prophylactique pour la semence ; ainsi, le traitement est actif toute l'année, alors qu'il n'est recommandé de ne cibler que les «ravageurs occasionnels» quand ils apparaissent et là où ils apparaissent[21] ; cet effet dans la durée explique que l'adaptation à la résistance des ravageurs augmente elle aussi[22]. L'usage prophylactique des néonicotinoïdes pourrait les rendre moins efficaces à l'avenir contre les organismes nuisibles ciblés, ce qui pourrait inquiéter les producteurs si des insecticides de remplacement adéquats ou d'autres mesures de contrôle n'existent pas.

## Substances actives commercialisées
On compte parmi les néonicotinoïdes actuels :
- l'acétamipride, commercialisé par Scotts et Bayer CropScience pour les formulations commerciales Suprême, Polysect, Bambi, Equinoxe, etc., et principalement pour le traitement des arbres (fruitiers ou non), légumes, pomme de terre, tabac, rosiers, etc. ;
- la clothianidine, commercialisée par Bayer CropScience, par exemple pour la formulation commerciale Poncho ;
- le dinotéfurane, utilisé par Mitsui Chemicals dans le Dinotefuran ;
- l'imidaclopride, utilisé par Bayer CropScience dans :
  - le Gaucho,
  - les colliers anti-puces pour chiens[23],
  - le Confidor (beaucoup d'usages refusés/retirés en France) ;
- le nitenpyrame, utilisé par Jiangsu Sword Agrochemicals dans le Nitenpyram ;
- le thiaclopride, utilisé par Bayer CropScience dans le Proteus ou Proteus (mention abeille), c'est-à-dire emploi autorisé durant la floraison ;
- le thiaméthoxame, utilisé par Syngenta dans :
  - le Cruiser[24],
  - l'Actara[25],
  - le Luzindo[26] (usage autorisé provisoirement en France sur la vigne[27]).

## Effets et risques pour la santé publique et les écosystèmes
Leur utilisation commune dans le monde entier pourrait poser des problèmes de sécurité environnementale, alimentaire et sanitaire pour l'Homme et les abeilles domestiques, mais aussi pour les apidés sauvages et de nombreux autres groupes (invertébrés terrestres et aquatiques, poissons, reptiles et amphibiens, oiseaux insectivores, rongeurs, chiroptères).
En France, la Fondation pour la recherche sur la biodiversité (FRB) a demandé à son conseil scientifique de faire un point sur les connaissances acquises ou à acquérir au sujet des effets locaux ou globaux, immédiats et différés de ces molécules. Ce dernier estime la recherche d'effets systémiques et des effets des molécules de dégradation et des métabolites insuffisante, ce qui a pu induire une sous-estimation des conséquences néfastes de ces produits pour la biodiversité. Un rapport encourage une approche de type One Health et donc des études à des échelles d'organisation écologiques plus larges que les agrosystèmes et les espèces-cibles ou les seules abeilles :
1. Les populations d'organismes et leur démographie ;
2. Les communautés d'organismes ;
3. Les écosystèmes, sans oublier les effets indirects[28].

Il fait de la recherche des effets des faibles doses une priorité et encourage aussi la recherche sur des alternatives aux néonicotinoïdes, notamment non chimiques (agroécologie, lutte biologique…).

### Impacts sur la santé humaine
Une étude conduite sur des rats publiée en 2012 suggère que les néonicotinoïdes pourraient affecter défavorablement la santé humaine, spécialement le développement du cerveau.
Une première analyse systématique de la littérature scientifique codirigée par Melissa Perry (université George-Washington) et publiée le 2 février 2017 dans la revue Environmental Health Perspectives rapporte des risques possibles et « des associations avec des conséquences développementales ou neurologiques défavorables » : une augmentation du risque d’autisme, des troubles de la mémoire et de tremblements, de malformation congénitale du cœur (dite « tétralogie de Fallot »), ainsi que d’une autre anomalie congénitale grave, l’anencéphalie (absence partielle ou totale de cerveau et de crâne à la naissance).
L'ONG Générations Futures publie, en octobre 2020, un rapport indiquant la présence d'une ou plusieurs néonicotinoïdes dans 10,67 % des aliments végétaux testés et vendus en France.

### Paradoxe environnemental
Le principal argument en faveur des autorisations de mise sur le marché rapidement accordées dans le monde entier était que ces produits sont de puissants insecticides pouvant n'être appliqués qu'en traitements d'enrobages de semences (plutôt que par pulvérisation aérienne). En supprimant ou en réduisant la pulvérisation et ses risques de dérive ou de lessivage par les pluies, il était supposé permettre une agriculture de précision et réduire la présence des insecticides dans l'environnement agricole et naturel. Pour ces raisons, il a connu un succès sans précédent, avec une utilisation presque universelle, essentiellement prophylactique, pour les principales espèces massivement cultivées dans le monde à partir de semences.
Bien qu’il ne figure pas systématiquement dans les statistiques d’achat d’insecticides par les agriculteurs, l’usage de ce produit, de nature systémique et largement généralisé, a entraîné une présence diffuse et persistante dans les écosystèmes. Il est notamment détecté dans le pollen, le nectar, la rhizosphère, le miel, les sols contaminés par les racines ainsi que dans les eaux circulant à travers ces milieux.
Là où les pulvérisations d'insecticides avaient antérieurement lieu une ou plusieurs fois par an (avec alors des risques de toxicité aiguë), les plantes issues des semences traitées aux néonicotinoïdes en expriment toute l'année, dans toutes leurs parties, évoquant aussi de probables effets d'écotoxicité chronique (hormis dans les cas où un animal mange la graine enrobée elle-même). Les données disponibles en 2018 laissent penser que des effets sublétaux chroniques sont plus fréquents que la toxicité aiguë.
De plus, comme l'enrobage des semences s'est généralisé à de très nombreuses régions, de vastes surfaces ont été cultivées avec 100 % de graines traitées ; or, on a montré qu'une partie de la matière active de l'enrobage n'est jamais absorbée par la plante, ce qui se traduit in fine par une utilisation globale d'insecticides qui a fortement augmenté. Ainsi, au Canada, la quantité de terres cultivées traitées aux néonicotinoïdes a augmenté de 30 % en trois ans (de 2009 à 2012) (taux probablement sous-estimé). Avant le traitement des semences aux néonicotinoïdes, seuls 35 % du maïs américain relevait des insecticides (contre 100 % dans les cultures de 2017 à base de semences prétraitées aux néonicotinoïdes).
Dans les échantillons d'eau de surface au début des années 2010, les néonicotinoïdes se montraient déjà plus fréquents et plus concentrés que les organophosphorés et carbamates documentés par des études antérieures pour le même type de culture sur le même type de sol. Or la plupart des pollinisateurs, tout comme les insectes aquatiques, semblent y être très sensibles et vulnérables.
Autre paradoxe, en dépit de son immense succès commercial, après quinze ans d'utilisation intensive dans le monde, selon Michelle L. Hladik, Anson R. Main et Dave Goulson (2018), « la preuve de bénéfices clairs et constants apportés aux rendements par l'utilisation des néonicotinoïdes demeure insaisissable pour la plupart des cultures » ; les décisions futures concernant l'utilisation des néonicotinoïdes bénéficieraient d'une meilleure évaluation en termes de coûts/avantages environnementaux (notamment concernant les espèces non cibles et les services de pollinisation), mais aussi pour les rendements agricoles, et en apportant des réponses à la question : existe-t-il des alternatives plus respectueuses de l'environnement ?

### Impacts sur l'environnement
En 2012, une publication de chercheurs de l'INRA, de l'ACTA et de l'ITSAP-Institut de l'Abeille a démontré que l'ingestion forcée par des butineuses d'une quantité sublétale de thiaméthoxame a pour effet de réduire significativement leur capacité à s'orienter durant leur vol de retour à la ruche; cette létalité comportementale a été confirmée en 2014 en « vraies » conditions agricoles. De plus, les néonicotinoïdes provoquent une dépendance chez les abeilles sauvages où cela a été examiné dans une étude de 2018, ce qui est de nature à empirer leur impact sur les colonies.
L'Autorité européenne de sécurité des aliments (AESA) a identifié en 2013 des risques pour les abeilles dans l'utilisation des néonicotinoïdes : trois types d'insecticides sont particulièrement concernés clothianidine, imidaclopride et thiaméthoxame), qui peuvent avoir des effets aigus et chroniques sur la survie et le développement des colonies d'abeilles, leur comportement et leurs larves, ainsi que sur des espèces non-cibles, dont des auxiliaires de l'agriculture.
Une synthèse indépendante menée par Jeroen van der Sluijs de l'université d'Utrecht (en collaboration avec des chercheurs de l'université du Sussex, du CNRS et d'INRA) et publiée dans la revue Current Opinion in Environmental Sustainability en 2013 montre comment les néonicotinoïdes ont pris une part croissante dans l'usage d'insecticides avec plus de 25 % de parts de marché. Ces produits sont hautement neurotoxiques pour les insectes y compris les pollinisateurs à cause de leur large diffusion dans l'environnement, leur persistance dans le sol et l'eau. La présence de ces néonicotinoïdes est fréquente dans les essaims d'abeilles. Soumis à des « doses réalistes de terrain », ils provoquent une large gamme « d'effets dangereux pour l'abeille et le bourdon », en affectant la performance des colonies, affaiblissant le butinage et le couvain, augmentant la fragilité face aux maladies et aux parasites.
Une méta-analyse, dirigée par Jean-Marc Bonmatin (CNRS) et basée sur l'examen de la littérature existante concernant les néonicotinoïdes et le fipronil, a été publiée sous la forme d'un numéro spécial dans Environmental Science and Pollution Research. Ce groupement de 29 chercheurs de la Task Force on Systemic Pesticides a publié huit articles scientifiques en 2014 qui constituent le Worldwide Integrated Assessment on systemic pesticides. D'après les auteurs : la « production mondiale de néonicotinoïdes augmente toujours », les espèces non cibles seraient exposées par de nombreuses voies dans l'environnement (sol, eau, air, plantes), « tous les autres pollinisateurs sauvages sont affectés », de nombreuses espèces d'invertébrés comme les vers de terre ou les espèces aquatiques seraient menacées, tandis que les vertébrés comme les oiseaux sont affectés directement ou indirectement,,. La méta analyse détaille les menaces sur les services écosystémiques dont la productivité agricole dépend. Au vu de ces résultats, les auteurs recommandent d'urgence de réduire ou d'interdire l'usage des néonicotinoïdes et de développer des alternatives aux insecticides qui soient inoffensives pour la biodiversité, et en particulier d'éviter l'usage prophylactique (préventif) de ces insecticides, qui dans la très grande majorité des cas ne serait pas justifié.
Un article de Nature de décembre 2015 montrait l'impact négatif sur la pollinisation provoquée par les néonicotinoïdes à des doses couramment présentes en champ, à partir d'une expérience menée sur des bourdons dans des vergers de pommiers.
En 2018 (28 février), l'Autorité européenne de sécurité des aliments (AESA) a publié un rapport issu de l'analyse de 588 nouvelles études, dont certaines portaient sur les effets sur les bourdons et les abeilles solitaires. L'AESA y conclut que l'imidaclopride, le clothianidine et le thiaméthoxame, trois néonicotinoïdes déjà soumis à des restrictions d'usage dans l'UE constituent un danger pour les abeilles (sauvages et domestiques). La société Bayer CropScience a aussitôt contesté ces conclusions. La Commission européenne a approuvé le rapport de l'AESA et envisage l'interdiction de ces trois molécules.
En novembre 2019 une étude paraît, montrant la persistance des néonicotinoïdes dans les sols et les végétaux, même des années après l'arrêt de leur utilisation. De ce fait, les néonicotinoïdes dispersés restent nuisibles non seulement pour les insectes mais aussi pour la santé et la reproduction des oiseaux,.

## Mesures réglementaires d'interdiction
En France, la première interdiction intervient en 1999 pour l'imidaclopride sur le tournesol – les autorisations d'utilisation de phytosanitaires étant spécifiques à chaque plante cultivée. La seconde interdiction intervient en 2004 pour l'imidaclopride sur le maïs.
La préparation Cruiser OSR (à base de thiaméthoxame) a fait l'objet d'une succession d'autorisations/suspensions entre 2008 et 2010. La préparation Poncho (à base de clothianidine) n'a pas reçu d'homologation à la suite des dépopulations de ruches en 2008 en Allemagne (Bade-Wurtemberg).
En conséquence de l'avis rendu par l'AESA, la Commission européenne restreint en 2013 et pour une durée de deux ans l'utilisation de trois formulations utilisant les néonicotinoïdes clothianidine, imidaclopride et thiaméthoxame sur les cultures attirant les abeilles comme le colza, le maïs ou le tournesol. En 2017, la Commission européenne proposait l’interdiction de leur utilisation en plein air, les limitant aux cultures en serre, même si aucun vote n’avait eu lieu. Ce vote devait avoir lieu le 13 décembre 2017 mais la Commission européenne a préféré attendre la fin du rapport de l'AESA sur la dangerosité des néonicotinoïdes pour pouvoir trancher. Le vote a été reporté au printemps 2018. Le 27 avril 2018, la majorité des États de l'Union européenne a voté la quasi-interdiction de ces trois néonicotinoïdes. Celle-ci s'applique désormais à toutes les cultures en plein champ dans l'UE, avec pour seule exception les usages en serre, à condition que graines et plantes ne quittent pas leur abri fermé.
En France, le projet de loi sur la biodiversité de 2015 a été amendé le 12 mars 2015 par l'Assemblée nationale afin d'interdire les produits phytosanitaires de la famille des néonicotinoïdes dès 2016. L'exposé des motifs indique :

« Malgré ces avancées, cinq molécules restent actuellement autorisées en France (imidaclopride, thiaclopride, clothianidine, thiaméthoxame et acétamipride) et présentent une toxicité aiguë, notamment pour les abeilles. La toxicité de l’imidaclopride est ainsi 7 297 fois inférieure (sic) à celle du DDT. La corrélation est également établie en ce qui concerne l’impact du taux d’imidaclopride sur la population des invertébrés et des oiseaux. De plus, l’Agence européenne de sécurité des aliments estime que deux de ces molécules « peuvent avoir une incidence sur le développement du système nerveux humain ». »

 L'article 125 de la loi du 8 août 2016, dite « loi pour la reconquête de la biodiversité », interdit « l'utilisation de produits phytopharmaceutiques contenant une ou des substances actives de la famille des néonicotinoïdes et de semences traitées avec ces produits […] à compter du 1er septembre 2018 », avec des dérogations possibles jusqu'en juillet 2020. Un décret du 30 juillet 2018 fixe la liste des substances actives de la famille des néonicotinoïdes dont l'usage dans des produits phytopharmaceutiques ou pour le traitement des semences entraîne l'interdiction de l'utilisation de ces derniers. Ce sont l'acétamipride, la clothianidine, l'imidaclopride, le thiaclopride, le thiaméthoxame.
En août 2018, le gouvernement canadien interdit l’usage de certains pesticides au Canada. Les agriculteurs et les producteurs ont une période de transition de cinq ans pour se conformer à cette interdiction.
En France, en 2019, le Gouvernement a réitéré l'interdiction de deux substances phytopharmaceutiques au mode d'action proche de celui des néonicotinoïdes : le sulfoxaflor et le flupyradifurone. En avril 2020, la société Dow Chemical, tente d'obtenir auprès de la Cour administrative d'appel de Marseille, la levée de l'interdiction mise en place en novembre 2019 quant à l'utilisation des insecticides systémiques « Transform » et « Closer » (insecticides néonicotinoïdes)[réf. nécessaire].

### Dérogations pour les betteraviers
Avant 2018, les betteraves sucrières sont protégées par des néonicotinoïdes utilisés en enrobage des semences. Cette culture étant non mellifère, elle ne peut pas affecter directement les butineurs via le pollen ou le nectar. Cependant « l'enrobage provoque une dispersion du néonicotinoïde dans le sol », contamine les cours d'eau, le bord des champs, et les cultures suivantes. Le 6 août 2020, le gouvernement français constate : « Depuis deux ans, les producteurs français de betteraves n’utilisent plus de produits phytosanitaires contenant des substances actives de la famille des néonicotinoïdes, contrairement à leurs concurrents européens qui ont recours aux dérogations prévues par le droit européen. La campagne 2020 a démontré que les alternatives techniques aujourd’hui disponibles se sont révélées inefficaces pour la culture de la betterave, en particulier dans les conditions climatiques du début de l'année 2020. » En conséquence, « l’utilisation via l’enrobage des semences pourra être envisagée » pour les betteraves sucrières.
En 2020, l’Institut technique de la betterave (ITB) teste « 17 variétés hybrides tolérantes aux virus de la jaunisse dans trois essais de plein champ, dont un essai dans l’Aisne » inoculé avec les deux virus (le Beet Chlorosis Virus et le Beet Mild Yellowing Virus) de la jaunisse, transmis par la piqure d'un puceron.
En 2020 et 2021, des dérogations sont mises en place dans 11 états-membres de l'Union Européenne, dont la France et la Belgique, pour autoriser les néonicotinoïdes dans le traitement des betteraviers. Ces dérogations sont évaluées « justifiées » par l'AESA.
En France, la loi autorisant ces dérogations est adoptée le 4 novembre 2020 et promulguée le 14 décembre 2020, le Conseil constitutionnel ayant décidé de ne pas la censurer. Les dérogations ne sont autorisées que jusqu'en 2023. Selon la ministre de l'Environnement Barbara Pompili, « cette dérogation — temporaire et très encadrée — est la seule solution possible à court terme pour éviter l'effondrement de la filière sucrière en France ». Barbara Pompili est, de juin 2012 à juillet 2020, députée de la Somme, un département qui compte parmi les grandes zones de production de betteraves.Après cette dérogation en 2021, les pesticides néonicotinoïdes interdits en Europe depuis 2018 sont en voie de réautorisation pour 2022 en France sur environ 400 000 hectares de betterave à sucre[Passage à actualiser].

### Interdiction de toute dérogation
En janvier 2023, la Cour de justice de l'Union européenne considère qu'il n'est pas possible d'introduire une dérogation pour une substance qui a été interdite au niveau européen. Les dérogations ne peuvent concerner que les substances qui ne sont pas encore homologuées. De fait, les dérogations pour les trois néonicotinoïdes interdits au niveau européen (imidaclopride, clothianidine et thiaméthoxame) sont illégales au regard du droit européen.

### Loi Duplomb
En France, certains néonicotinoïdes seront de nouveau autorisée par la controversée Loi Duplomb adoptée en 2025. Celle-ci autorise l'accord, par décret, de dérogations aux interdictions de l'acétamipride, du sulfoxaflor et du flupyradifurone, s'il existe « une menace grave compromettant la production agricole » et s'il n'y a pas d'alternative suffisante,, c'est-à-dire d'efficacité semblable et au coût « acceptable pour les exploitants ».